# Perissogomphus stevensi
Perissogomphus stevensi – gatunek ważki z rodziny gadziogłówkowatych (Gomphidae); jedyny przedstawiciel rodzaju Perissogomphus. Występuje w północno-wschodnich Indiach (stany Bengal Zachodni, Asam i Meghalaya), Nepalu oraz w prowincji Junnan na południu Chin.

## Systematyka
Gatunek i rodzaj opisał w 1922 roku Frank Fortescue Laidlaw. Jako miejsce typowe wskazał Gopaldhara w dystrykcie Dardżyling (północno-wschodnie Indie). Do rodzaju Perissogomphus jako osobny gatunek zaliczano też P. asahinai opisany w 2007 roku z chińskiej prowincji Junnan, ale w 2022 roku został on uznany za synonim P. stevensi.